# ひらり 桜侍
『ひらり 桜侍』（ひらり さくらざむらい、北米タイトル：Sakura Samurai: Art of the Sword、欧州タイトル：Hana Samurai: Art of the Sword）は、任天堂より2011年11月16日に配信されたニンテンドー3DS用アクションゲーム。アメリカでは2012年2月2日、ヨーロッパでは2012年10月11日に発売された。

## 概要
和風の世界観を持つアクションゲーム。主人公は刀を武器に使用するが、普通に刀を振るだけでは敵を倒せない。敵の動きを見切った後に生じる隙をついて素早く抜刀する「居合い」によって敵にダメージを与えることができる。こうした居合いを用いたアクションが本作の特徴である。

## 物語
古の時代より、日のいづる国にそびえる山の上には桜の木々が茂り、中でもひときわ美しい古木には神の娘が宿っていた。光の姫とも称されるその娘・コノハナサクヤヒメは、国の守り神として多くの人々の信仰を集めた。
しかしある時、悪しき者によって姫がさらわれてしまう。信仰する神を失ったことで人々は心がすさみ、帯刀者同士が互いを斬り合う世の中へと変貌、それと共に、姫の存在は人々の記憶から消えていった。
古木のほとりにある池の主の妖怪・河童は人間達の荒れようを見て嘆き悲しみ、現状を変える者の訪れを待ち続けた。するとそこへ、刀を携えた少年・桜丸が通りかかった。河童は桜丸を呼び止めて剣術を指南し、姫を救出するよう依頼する。桜丸は、河童により力を与えられた刀「桜剣」を手にし、姫を救う旅へと向かった。

## フィールド
本作の舞台となる世界では「壱ノ国」「弐ノ国」「参ノ国」の3つの国が登場し、各国の各地点がすごろくのマスのようにつながっている。多くの地点では、選択後に戦闘が始まる。このほか町や城の地点もある。「壱ノ国」「弐ノ国」では、国を治める城主を倒すと関所が消滅し隣接する国に進むことができる。

## 戦闘
戦闘の地点では数人の敵が現れる。いずれかの敵に近づくと、カメラが対象の敵に自動でロックオンする。戦闘では刀を用いるが、「敵に攻撃を防御される」「敵の攻撃を防御する」「敵が飛ばした武器を斬る」のいずれかの行動が続くと刀が刃こぼれし攻撃力が低下する。この状態は、アイテムの砥石を用いるか町の鍛冶屋で研いでもらうかで回復する。
登場した敵をすべて倒すと地点のクリアとなる。地点を初めてクリアした際には、「サクラのカケラ」が手に入る。このカケラが2つ集まるごとに体力（サクラの器）の最大値が1つ増える。

### 居合い
前述のように、本作の戦闘は、敵の攻撃をかわした直後に反撃する「居合い」を主に用いる。
敵の攻撃を避けることで刀に力が溜まり、満タンになると必殺技が使用可能になる。この必殺技は広範囲を一度に攻撃でき、通常の敵ならば必ずダメージを与えることができる。
敵の攻撃が当たる直前に避けると「見切り回避」という状態になり、直後に敵を2連続で攻撃できる。また、この「見切り回避」を連続成功させた回数が「連続見切り回避」として記録され、この回数に応じて町の道具屋からお金を受け取ることができる。ただし、この回数は、戦闘で「攻撃が防御される」「敵の攻撃を受ける」「敵の攻撃を防御する」といった状態の時に0に戻る。

## 町
3つの国にはそれぞれ「きくらば町」「ちとせ町」「くちば町」がある。町では以下のような施設や催しがある。
宿屋
泊まることで体力が全回復する。記帳（セーブ）を行うこともできる。
道具屋
様々な道具を購入できる。また、連続見切り回数に応じてお金を得ることができる。道具の品揃えは以下の通り。
- さくらもち - 食べると体力が5回復する。5個まで所持できる。
- カエル - 敵に投げつけるとひるんで無防備の状態になり、攻撃が通る。5匹まで所持できる。
- クナイ - 遠距離から敵に投げつけて攻撃できる。10個まで所持できる。
- 砥石 - 刀の斬れ味を回復する。5個まで所持できる。
- 無敵の見えない羽衣 - 敵の攻撃を10回まで防ぐことができる。1着だけ所持でき、購入した時点から効果を発揮する。
- 河童のお守り - 体力が0になった際、力尽きずに体力を全回復する。1つだけ所持できる。

鍛冶屋
刀を研いでもらうことで、刀の斬れ味が回復するだけでなく刃こぼれしにくくなる。また、刀を鍛えて最大で4段階まで強化できる。
大道芸
町の一角に立つ大道芸人に話しかけることで大道芸に挑戦できる。結果に応じて、賞金を得られたりカードにハンコをもらったりできる。カードのハンコが一定数たまると、景品のほか、強力な必殺技を会得する「必殺技玉」も手に入る。大道芸の内容は以下の通り。
- 中央斬り - 放り投げられたスイカの中央を斬る。きくらば町で挑戦できる。
- 笑顔避け - 交互に出される笑顔、怒り顔、泣き顔が描かれたスイカの中で、笑顔以外のものを斬る。きくらば町で挑戦できる。
- 木の葉斬り - 上から落ちてくる木の葉を斬る。ちとせ町で挑戦できる。
- 全部斬り - 放り投げられた大小様々な物を全て斬る。梅・竹・松の3つのランクがあり、それぞれ5回、7回、10回連続で斬る必要がある。ちとせ町で挑戦できる。
- 中央斬り・改 - 「中央斬り」とルールは同じだが、スイカが画面外まで高く放り投げられる。くちば町で挑戦できる。
- 全部斬り・改 - 「全部斬り」とルールは同じだが、様々な物が画面外まで高く放り投げられる。くちば町で挑戦できる。

## 城
3つの国にはそれぞれ城が構えられ、中には城主が控えている。城内は複数のエリアに分かれており、各エリアの敵を全員倒すと次のエリアに進むことができる。全てのエリアのクリア後に城主と戦うことになる。
長雨城（ながさめじょう）
城主は、縦長の前立がついた兜を被り、赤黒い鎧と陣羽織を纏った姿。左手には軍配を持っている。
右手に持つ刀を縦または横に大振りし広範囲を攻撃するほか、前方に迫りながら連続で斬り付ける攻撃も行う。
沙門城（さもんじょう）
城主は、白い頭巾と黒い衣を身につけ笈（おい）を背負った、武蔵坊弁慶のような姿。
長い刺又を縦や横に振りまわす攻撃に加え、連続で刺又を突き出す攻撃も行う。桜丸が近付いた際には、なぎ払って距離を取る行動も見せる。
月闇城（つくやみじょう）
城主は、二本角が伸びる赤い能面と濃紺の烏帽子を被り、紺色の羽織を身につけた姿。コノハナサクヤヒメをさらった張本人。
両手に持った刀で常に2連続以上の攻撃を行い、攻撃後は素早く飛び回って距離を取る。縦斬り、横斬りのほか、一定のダメージを与えた後は、回転斬り、複数の短刀の投げつけ、遠距離からの突進斬りなど、多様な攻撃を組み合わせるようになる。

## 本編以外のモード
庭園
ニンテンドー3DS本体を持ち歩くことで記録される歩数を庭園に伸びる桜の木に「奉納」することで花が咲く。満開の桜の木が増えるごとに庭園に様々なものが設置されるほか、時々、本編のキャラクターが現れることもある。
三十人斬り / 五十人斬り / 百人斬り
それぞれ30人、50人、100人の敵を倒すまでの時間が記録される。本編を進めることでこのモードが遊べるようになる。

## その他
- 本作と同じくグランディングが開発し任天堂から2013年に配信されたローグライクゲーム『任天童子』には、本作に登場する河童と酷似したキャラクターが登場する。2つの作品の関係性は不明。
- 2014年発売の対戦アクションゲーム『大乱闘スマッシュブラザーズ for Nintendo 3DS / Wii U』において、本作の主人公・桜丸の観賞用フィギュアが登場する。また『大乱闘スマッシュブラザーズ for Wii U』では、本作の長雨城主戦の曲が本作の作曲者の一人である須戸敏之により編曲され、「ボス1（ひらり 桜侍）」のタイトルで収録されている。